# بیسکوپیتسه (ناحیه سویتاوی)
بیسکوپیتسه (به چکی: Biskupice) یک منطقهٔ مسکونی در جمهوری چک است که در ناحیه سویتاوی واقع شده‌است. بیسکوپیتسه ۱۱٫۱ کیلومتر مربع مساحت و ۴۳۹ نفر جمعیت دارد و ۳۵۲ متر بالاتر از سطح دریا واقع شده‌است.